# Трамонти ди Сопра
Трамонти ди Сопра (итал. Tramonti di Sopra) је насеље у Италији у округу Порденоне, региону Фурланија-Јулијска крајина.
Према процени из 2011. у насељу је живело 239 становника. Насеље се налази на надморској висини од 418 м.

## Становништво
Према резултатима пописа становништва 2011. у општини је живело 358 становника.
| 1931. | 1936. | 1951. | 1961. | 1971. | 1981. | 1991. | 2001. | 2011. |
| ----- | ----- | ----- | ----- | ----- | ----- | ----- | ----- | ----- |
| 2.013 | 1.691 | 1.614 | 1.251 | 822   | 623   | 550   | 409   | 358   |